# Proces rp
Proces rp (ang. rapid proton capture process) – reakcja jądrowa polegająca na szybkim wychwycie protonów przez nuklidy.
Prowadzi do powstawania pierwiastków cięższych od żelaza, lecz w przeciwieństwie do procesu r wymaga gęstych strumieni protonów, tak aby możliwe było pokonanie bariery kulombowskiej. Reakcje te zachodzą w bardzo wysokich temperaturach, rzędu miliarda kelwinów, możliwych do osiągnięcia we wnętrzach gwiazd.
Końcowym produktem łańcucha reakcji może być jądro telluru, zaś cięższe nuklidy rozpadają się w procesie alfa.
Obiektami astrofizycznymi, w których obserwuje się produkty procesu rp, są akreujące gwiazdy neutronowe. Materia opadająca na gwiazdę w formie dysku akrecyjnego jest bogata w wodór i hel. Gdy osiąga ona powierzchnię gwiazdy, wzrost temperatury umożliwia zapłon reakcji jądrowych. Obserwuje się wówczas rozbłyski o czasie trwania rzędu kilkuset sekund, a obiekty takie nazywane są bersterami rentgenowskimi.